# Негідальська мова
Негіда́льська мова — мова негідальців, поширена в Хабаровському краї Росії, у нижній течії Амура і середній течії Амгуні. Належить до тунгуської гілки тунгусо-маньчжурських мов, найближча мова — евенкійська.

## Лінгвогеографія
За даними перепису населення 2002 року, негідальців налічувалося 567 осіб, з яких тільки 147 осіб володіли негідальською мовою. У 2010 року кількість носіїв зменшилася до 74. Однак, за оцінками лінгвістів, повноцінних носіїв мови налічувалося лише троє і ще кілька людей знала мову пасивно .
Мова дуже обмежено використовується для спілкування у побуті та при спільній праці; крім того, на ньому існує усний фольклор . На сьогоднішній день усі негідальці тією чи іншою мірою володіють російською мовою.

### Діалекти
Мова має два субдіалекти — низовський (нижньо-амгунський) і верхівський (верхньо-амгунський). Носіїв низовського субдіалекту, ймовірно, не залишилося.
Під час дослідження, проведеного в околицях Амгуні у 2017 році, не вдалося знайти жодного активного носія низовського субдіалекту. Втім дослідникам вдалося знайти сім активних носіїв верхівського діалекту які володіли мовою на рівні від вільного до можливості вимовити лише окремі слова та фрази. Серед причин зникнення мови дослідники називають поширення російськомовних шкіл-інтернатів, добровільні та примусові переселення, бажання батьків, які вважали негідальську безперспективною мовою, передати дітям насамперед російську мову, а також часті міжетнічні шлюби.

## Писемність
Перший варіант негідальської абетки розробила М. М. Хасанова в 1992 році і в травні 1993 його було затверджено владою Хабаровського краю, але в ті роки ця абетка залишився без застосування. Перше застосування негідальської писемності — електронний підручник для початкових класів, що вийшов у 2010.
Довжина голосних на письмі позначається макронами.
| А а | Б б | У у | Г г | Ғ ғ | Д д | Е е | Ё ё | Ж ж | З з |
| Ӡ ӡ | И и | Й й | К к | Л л | М м | Н н | Ӈ ӈ | О о | Ө ө |
| П п | Р р | С с | Т т | У у | Ф ф | Х х | Ц ц | Ч ч | Ш ш |
| Щ щ | Ъ ъ | Ы ы | Ь ь | Э э | Ю ю | Я я |     |     |     |

У грудні 2016 року в Хабаровському краї було видано негідальський буквар «Њеғида букварь», де використовується змінений варіант цього алфавіту — присутній буква Њ њ, але відсутня Ө ө.

## Лінгвістична характеристика

### Фонетика
Вокалізм негідальської мови — восьми-фонемний: /i, ɛ, a, ɘ, u, ɯ, o, ɔ/. Мові властива гармонійна впорядкованість голосних (сингармонізм).
|         | Передній ряд          | Змішаний ряд              | Задній ряд       |
| ------- | --------------------- | ------------------------- | ---------------- |
| Високі  | /i, iː/ и, ӣ ⟨и⟩      |                           | /u, uː/ у, ӯ ⟨у⟩ |
| Високі  | /ɪ, ɪː/ е(и̇) е̄(и̇) ⟨е⟩ |                           | /ʊ/ ⟨о⟩          |
| Середні | /eː/ е̄                | (ө)                       | /o, oː/ о, о̄ ⟨о⟩ |
| Середні | /eː/ е̄                | /ə, əː/ е~е°, а̣̄~о̣̄ ⟨е⟩~⟨є⟩ | /o, oː/ о, о̄ ⟨о⟩ |
| Низькі  |                       | /a, aː/ а, а̄ ⟨а⟩          | (ɔ, ɔː) ⟨о⟩      |

Під час розгляду фонем голосних негідальської мови необхідно враховувати їх різні варіанти, які залежать від різних умов:
- знаходження у перших або не у перших складах слова;
- тривалість голосних;
- асимілятивний вплив суміжних приголосних .

У перших складах артикуляційна специфіка проявляється щодо вузьких гласних типу и /i/ і у /u/. Якщо ці голосні історично сягають голосних переднього ряду і, у, вони — як наприклад у діалектах нанайської мови — характеризуються нижчим підйомом язику, що наближає їх до типу голосних є /ɪ/ і о /ʊ/. Наприклад: нег. дел [dɪl], евенк. дил [dil] «голова»; ніг. елан [ɪlan], евенк. илан [ilan] «три»; нег. солахӣ [sʊlaxɪː], евенк. сулакӣ [sulakiː] «лисиця»; нег. тоњӈа [tʊɲŋa], евенк. тунӈа [tunŋa] «п'ять»; нег. ноӈан [nʊŋan], евенк. нуӈан [nuŋan] «він, вона, воно» і т. д.
В іншій групі вузьких голосних подібних явищ не спостерігається, негідальські та евенкійські и /i/ і у /u/ відповідають один одному.
По-особливому відбиваються і голосні типу [о], [ө~о̇]. Для тунгусських мов (за винятком евенкійської та удегейських мов) характерна відсутність опозиції о/ӧ за ступенем піднесення язику, на відміну від монгольських та тюркських мов. Встановлений для евенської мови голосний ө в евенкійській знаходить відповідність у вигляді у ; в негідальській мові одними дослідниками він сприймається як о, іншими як ө.
Голосний нижчого підняття — [о] — у негідальській мові вимовляється як «а-подібний» [о].
Для негідальської мови, як і інших тунгусських мов, характерна опозиція коротких і довгих голосних. При цьому довжина голосних дуже виразно виражена в початкових складах, тоді як у непочаткових вона на слух сприймається як «наголос». Довжина голосних позначається макроном.
Голосний э /ə/ — сингармонічний антипод а — в залежності від комбінаторних умов відтворюється у вигляді чотирьох-п'яти алофонів : э /ə/, э° /ə̹/, е /ʲə/, а̣̄~о̣̄ /əː/ .
Довжина голосних у негідальській мові, як і в ряді евенкійських і евенських субдіалектів, впливає на вимову голосного м'якого ряду э, який під впливом кількісного чиннику набуває особливого якісного відтінку, наближаючись у своєму звучанні в будь-якому складі до [а̣̄]
Асимілятивний вплив приголосних пов'язаний з приголосними, які беруть участь у їх створенні (а саме з губно-губними та середньопіднебінними).
Лабіалізації в негідальській мові піддається широкий голосний э /ə̹/ (іноді а) після губних приголосних п, б, м, в.
Вплив середньопіднебінних приголосних ч, ӡ, њ, й у негідальській мові відбивається на артикуляції короткого голосного змішаного ряду э, який після зазначених приголосних звучить як більш просунутий вперед і вищий за підняттям алофон е (е). Цинціус у своїй роботі 1982 року те, що описується як čə, ǰə, ňə, всюди згадує як če, ǰe і ňe . Причиною може бути її спантеличення палаталізацією попереднього приголосного. Як зазначає лінгвіст Сінджиро Кадзама, цілком можливо, що це інтерференція російської мови, яка є для неї рідною.

#### Гармонія голосних
Гармонію голосних у негідальській мові можна показати як поділ голосних на дві гармонійні та одну нейтральну групи, а саме:
- 1) гармонія твердої групи (а-гармонія) — а, а̄, о, о̄, е(и̇) (перший склад), е̄(и̇) (зазвичай в першому складі), е̄;
- 2) гармонія м'якої групи (е-гармонія) — і, ӣ, э, э̄;
- 3) гармонія нейтральної групи — у, ӯ (обидва в непочатковому складі), які можуть бути як у словах з голосними першої групи, так і словах з голосними другої групи.

|            | Губно-губні | Губно-губні | Передньоязикові | Передньоязикові | Середньопіднебінні | Середньопіднебінні | Задньоязикові | Задньоязикові | Увулярні  |
| Глухі      | Дзвінкі     | Глухі       | Дзвінкі         | Глухі           | Дзвінкі            | Глухі              | Дзвінкі       |               | Увулярні  |
| ---------- | ----------- | ----------- | --------------- | --------------- | ------------------ | ------------------ | ------------- | ------------- | --------- |
| Оклюзивні  | п /p/ ⟨п⟩   | б /b/ ⟨б⟩   | т /t/ ⟨т⟩       | д /d/ ⟨д⟩       | ч /t͡ʃʲ/ ⟨ч⟩        | з̌ /d͡zʲ/ ⟨ӡ⟩        | к /k/ ⟨к⟩     | г /g/ ⟨г⟩     | (ӄ/к̌) ⟨к⟩ |
| Носові     |             | м /m/ ⟨м⟩   |                 | н /n/ ⟨н⟩       |                    | н' /ɲ/ ⟨њ⟩         |               | ӈ /ŋ/ ⟨ӈ⟩     |           |
| Фрикативні | (ф) /ɸ/     | в /w/ ⟨в⟩   | с /s/ ⟨с⟩       | л /l/ ⟨л⟩       |                    | й /j/ ⟨й⟩          | х /x/ ⟨х⟩     | (ɣ) /ɣ/ ⟨ғ⟩   | (ӽ/х̌) ⟨х⟩ |
| Дрижачі    |             |             | (р) ⟨р⟩         |                 |                    |                    |               |               |           |

Система приголосних негідальської мови, як і тунгусських мов загалом, відносно проста. Усього у мові 18 головних приголосних фонем. Основу її становить опозиція оклюзивних — глухих і дзвінких, а також носових приголосних за ознакою активних органів артикуляції. Фрикативні не мають пар дзвінкості. Деякі з них є лише позиційними різновидами оклюзивних. Сюди відноситься інтервальний алофон задньоязикового оклюзивного дзвінкого г, який у цьому положенні вимовляється як фрикативний дзвінкий [ɣ]. Крім того, в низовському субдіалекті задньоязикові глухі к і х в деяких випадках реалізуються як увулярні ӄ і ӽ.
У середині слова спостерігаються супротивні відтінки приголосних, що пов'язано з їх положенням між голосними або зі збігом двох голосних. У сусідстві з губними голосними алофон [ɣ] набуває губного відтінку — [ɣʷ].
При збігу приголосних дзвінкі оклюзивні б, д, г і фрикативний в перед іншими оклюзивними оглушуються — /bᵖ/, /dᵗ/, /wᶲ/, /gᵏ/.
У таких самих випадках зустрічається приглушення носових приголосних — /ŋᵏ/, /mᵖ/, /nᵗ/.
Перед фрикативним с оклюзивний глухий к переходить у фпикативний х — /kˣ/.
У низовських негідальців під впливом ульцької мови боковий л перед приголосними іноді переходить у дрижачий р — /lʳ /.
Унаслідок основні опозиційні відтінки приголосних (фонема зверху над головною фонемою) можна показати у наступному вигляді: /bᵖ/, /dᵗ/, /gᵏ/, /wᶲ/, /ŋᵏ/, /mᵖ/, /nᵗ/, /kˣ/, /lʳ/. 

### Морфологія
Негідальська мова є аглютинативною . У цій мові існує дві частини мови — ім'я та дієслово. Імена діляться на іменники, прикметники, числівники та займенники у вигляді основи, що збігається з називним відмінком і виконує в мові номінативну функцію.

#### Іменник
Іменник характеризують категорії числа, відмінка, приналежності, володіння, виділення, порівняння, суб'єктивності оцінки. Категорії граматичного роду немає, так само як і категорії живий/неживий.
Однина немає загального показника, множина маркується афіксами — л, — сал, — сел, — сел .
| Відмінок            | Питання                                                                            | Основа на голосний | Основа на приголосний                  | Основа на приголосний | Основа на приголосний | Основа на приголосний |
| Відмінок            | Питання                                                                            | Основа на голосний | -ғ, -й, -л, -м, -ӈ                     | -к, -х, -п, -т, -с    | -н                    | афікс множини         |
| ------------------- | ---------------------------------------------------------------------------------- | ------------------ | -------------------------------------- | --------------------- | --------------------- | --------------------- |
| Називний            | Хто? Що? Кого? Чого? (немає); Ким? Чим? (орудую); Чий?                             |                    |                                        |                       |                       |                       |
| Знахідний (визн.)   | Кого? Що?; Про кого? Про що? (говорити); Протягом чого?                            | -ва, -вэ, -ма, -мэ | -ва, -вэ, -ға, -ғэ, -ма, -мэ, -на, -нэ | -ка, -кэ, -па, -пэ    | -ма, -мэ              | -ба, -бэ              |
| Знахідний (невизн.) | Кого? Чего?; Для кого? Для чого? (зробити)                                         | -йа, -йэ           | -йа, -йэ, -ња, -њэ                     | -йа, -йэ              | -а, -э                | -ла, -лэ              |
| Давальний           | Кому? Чому?; У кого? У чого?; За що? (тримати); Де?; Коли?; За скільки?            | -дӯ                | -дӯ                                    | -тӯ                   | -дӯ                   | -дӯ                   |
| Ілатив              | До кого? До чого?; Кому? Чому? (говорити); Куди?                                   | -ткӣ~-ттӣ          | -и-ткӣ                                 | -и-ткӣ                | -тихӣ~ -тикӣ          | -тихӣ~ -тикӣ          |
| Місцевий            | У кого? У що?; На кого? На що?; До кого? До чого?; Після чого?                     | -ла̄                | -ла̄                                    | -ла̄                   | -дула̄                 | -дула̄                 |
| Пролатив            | По кому? По чому?; Вдовж кого? Вдовж чого?; Через кого? Через що?; За кого? За що? | -лӣ                | -лӣ                                    | -лӣ                   | -дулӣ                 | -дулӣ                 |
| Аблатив             | З кого? З чого?; Від кого? Від чого?; Звідки?                                      | -дуккой            | -дуккой                                | -туккой               | -дуккой               | -дуккой               |
| Орудний             | Ким? Чим?; З ким? З чим?; Як?                                                      | -ӡи                | -ӡи                                    | -чи                   | -ӡи                   | -ӡи                   |

При вираженні поняття належності речі відрізняється три видb присвоєння — пряме (невідчужуване, органічне), непряме (відчужуване, відносне), і абсолютне, чи самостійне. У першому випадку до відмінкової форми іменника в однині чи множині приєднуються особові або безособові (зворотні) суфікси. У другому до іменника додатково підключається афікс — ӈ, — ӈі .
Самостійна присвійна форма утворюється за допомогою афікса — нӣ, — ӈӣ, що додається до основи іменника в однині чи множині в тому випадку, якщо це слово виступає в ролі присудка, або замінює ім'я в присвійній формі, або інверсійним визначенню. Ім'я в присвійній формі з афіксем — ӈӣ подібне до форми самостійних присвійних займенників мінӈӣ (мій), синӈӣ (твій) тощо.
Форми володіння утворюють афікс — лка̄н (множина — лка̄сал, — лка̄сел), — чӣ (множина — чӣл), а також — лгали, — лгелі . Інформація о відсутності речі чи неволодінню передається поєднанням з ім'ям заперечення āчин (ні, не, без).
Підсилювально-видільними частками є афікси -нма̄, -тма̄.
У порівнянні з будь-яким предметом додається афікс -ғачин, -ғэчин, -качин, -кэчин, -ӈачин, -ӈэчин або, якщо мається на увазі величина, розмір, -дӣ-нин.
Огментатив утворюють афікси — ха̄йа̄ (- ка̄йа̄), — нӡа, — нӡе . Димінутив характеризуються афіксем — ха̄н (- ка̄н), — хка̄н (- кка̄н). Огментативи і димінутиви можуть комбінуватися.

#### Прикметник
Прикметник відмінюється по числах і відмінках у тому випадку, якщо воно вживається самостійно (субстантивно) без іменника або якщо він стоїть після нього.

#### Числівник
Числівники характеризуються різноманітністю словотворчих можливостей, утворюючи 13 розрядів: кількісні, кількісні обмежувальні, збиральні, збиральні вичерпні, збірні для рахунку днів або балів у грі, розподільні, розподільні придієслівні, повторювальні, повторювальні обмежувальні, помножувальні, помножувальні обмежувальні.
Система рахунку — децимбальна, але при цьому назва 20 запозичена, нег. ойин, маньчж. — орин — пис. монг. хорин . Привертає увагу також утворення чисел 21-29 за допомогою відкладного відмінка числівника «двадцять» — ойиндуккой (ойиндук) омон тощо.
| 0    | 1                   | 2               | 3        | 4         | 5         | 6         | 7         | 8          | 9         | 10    |        |
| ---- | ------------------- | --------------- | -------- | --------- | --------- | --------- | --------- | ---------- | --------- | ----- | ------ |
| ноль | омон (~омен ~ өмөн) | ӡӯл             | елан     | диғин     | тоњӈа     | њуӈун     | надан     | ӡапкун     | йеғин     | ӡа̄н   |        |
|      | 20                  | 21              | 30       | 40        | 50        | 60        | 70        | 80         | 90        | 100   | 1000   |
|      | ойин                | ойиндуккой омон | елан ӡа̄н | диғин ӡа̄н | тоњӈа ӡа̄н | њуӈун ӡа̄н | надан ӡа̄н | ӡапкун ӡа̄н | йеғін ӡа̄н | таӈгу | меӈган |

#### Займенник
Займенники поділяються на розряди: особові, зворотні, присвійні, вказівні, означальні, питальні, неозначені, заперечні.
| Особа, число            | Особові                 | Присвійні       |
| ----------------------- | ----------------------- | --------------- |
| 1 особа однини          | Би (Я)                  | Минӈӣ (Мій)     |
| 2 особа однини          | Си (Ти)                 | Синӈӣ (Твій)    |
| 3 особа однини          | Ноӈан (Він, вона, воно) | Ноӈанӈӣ (його)  |
| 1 особа множини (викл.) | Бу (Ми)                 | Мунӈӣ (Наш)     |
| 1 особа множини (вкл.)  | Биттэ ~Бит (Ми)         | Биттэӈӣ (Наш)   |
| 2 особа множини         | Су (Ви)                 | Сунӈӣ (Ваш)     |
| 3 особа множини         | Ноӈатил (Вони)          | Ноӈалӈӣтин (Їх) |

Примітка: особисті займенники 1 особи множини розрізняють включаючу та виключаючу форми. Включаюча форма має на увазі коли йдеться про всіх присутніх осіб або беруть участь у будь-якій дії (ми усі) і виключаюча форма, яка має на увазі лише частину дійових осіб (Ми (без вас/без них)).
Присвійні займенники мають дві форми — не самостійну і самостійну. Перша виступає як означення імені з присвійними афіксами, і в цьому випадку використовується або називний відмінок особистих займенників (для усіх осіб), або відмінювальна основа (для 1 і 2 особи однини і множини, а також для зворотного займенника ма̄н («свій»)). При самостійному використанні зазначені основи приймають афікси — нӣ ~ — ӈӣ .
До займенників означальних відносяться: чопал, опкачи («весь»), ге̄ («інший»), хоӈтэ («інакший»), ха̄нин («деякий»), е̄мада̄ («усякий»), ма̄нека̄н («сам»).
Займенники неозначені утворюються від питальних із приєднанням часток -да̄, -вал, -вэл, -ха̄ (-ка̄): е̄хун-да̄, е̄хун-ка̄ («щось»), е̄хун-мал («що-небудь»), нӣ-да̄, нӣ-ка̄ («хтось»), нӣ-вэл («хтось»). При запереченні займенника неозначені набувають значення заперечних: бэйе—да̄, е̄х-да̄ а̄чин («немає ні людини, ні чогось ще»); е̄ва—да̄ эсим ва̄йа («нікого не вбиваю»).

#### Дієслово
Дієслово має форми дієприкметників, дієприслівників і має наступні граматичні категорії: стан, вид, спосіб, час, особу і число.
Форм стану дієслова в негідальській мові сім: середній (-Ø), активний (-Ø), пасивний (афікси -в, -му), середньо-зворотний (афікс -п) і взаємний стани(афікси -ма̄т-/ч-, -мэ̄т-/ч-), соціатив (афікс -лди) і каузатив (афікси -вка̄т-/ч-, -вкэ̄т-/ч-, -мка̄т-/ч-, -вкэ̄т-/ч-).
Видів дієслів дев'ять: доконаний і недоконаний види (-Ø), дуратив (-т/ч-), ітератив (суфікс -кта), тривалий (афікс -с), повторний (по відношенню до часу) (афікс -ват, -пат, -мат), вид повторної або зворотної дії (афікси -йги, -ги), інгресив(афікс -л), відправний вид (афікси -на̄, -нэ̄).
Способів у негідальській мові сім: індикатив (теперішнє, минуле, минуле результативне, давно минуле результативне, майбутній час), наказовий (теперішній та майбутній час), застережний спосіб, кон'юнктив (дві форми), кондиціоналіс (дві форми), оптатив (теперішній, минулий і майбутній час) і імператив (теперішній і майбутній час).
У негідальській мові можна виділити такі дієслівні часи: теперішній, минулий, минулий результативний, давно минулий результативний, майбутній, одночасний, різночасний, різночасно-тривалий, умовно-тимчасовий, минулий одночасний.
Заперечна форма дієслова утворюється за допомогою допоміжного негативного дієслова э- (не робити чого-небудь) у поєднанні з незміняємою дієприкметниковою формою з афіксом -йа -йе або його фонетичним варіантами. Модальні негативні дієслова вживаються з дієприслівником одночасним з афіксом -мӣ . Дієслова що виражають намір щось зробити, вживаються з безособовою (зворотною) формою мети.
Дієприкметник позначає процесуальну ознаку предмета або процес, мислимий субративно. Характеризується іменними формами словозміни: числа, відмінки, притяжіння . У дієприкметників є 9 форм, з яких 6 залишають групу активних (теперішнього (афікс -йӣ), минулого (афф. -ча (-йӣ)), майбутнього часу (афікс -ӡа (-йӣ)), звичайний (афф. -вкӣ), нещодавно минулий (афікс -макта), можливості дії(афікс -на̄т), і 3 пасивних (теперішнього (афікс -ввӣ), минулого (афікс -в-ча-(-йӣ)) і давно-минулого часу (афікс -пла)).
Дієприслівники представлені двома різновидами формами незмінними (одночасне (афікс -нахан), різночасне (афікс -йа̄н), різночасно-тривале (афікси -мдин/-мнин, -мдихан), умовне (афікси -мӣ, -йӣ би-мӣ, -йӣ би-мӣ)) і формами відмінюваними (умовно-часове, минуле-одночасне (афікс -ӈаса-), форма мети (афікс -да̄-), межі (афікс -хнан-ин) і попередня (афікс -дала̄-н)). У реченні дієприслівник виступає в ролі обставини, станівника дієприслівникового обороту, утворюючи поширену обставину щодо головної дії та знаменного компонента присудка.
Прості дієприслівники морфологічно не змінюються, використовуються до вираження залежної дії, виконаної суб'єктом головної дії. Присвійні дієприслівники мають особово-присвійні афікси (якщо головна і другорядна дії здійснюються різними суб'єктами) і — за винятком умовно-часового дієприслівника — зворотно-присвійні афікси (у тому випадку, якщо головна і другорядна дії здійснюються одним суб'єктом).

### Словники
- Schmidt (Šmits) Paul. The language of the Negidals. — Riga : «Acta Universitatis Latviensis», 1923.

### Навчальна література
- Казарова А. В., Надеина Д. И., Берелтуева Д. М. Неғида хэсэнин. Электронное фонетическое справочное пособие по негидальскому языку. — Хабаровск : По заказу министерства природных ресурсов Хабаровского края ООО «Портал Хабаровск»,, 2009.
- Д. М. Берелтуева, А. В. Казарова, Д. И. Надеина. Њеғида букварь: учебное пособие для не владеющих негидальским языком 1-го обучения: цв. ил.; 26 см; : 200 экз. — Хабаровск : Частная коллекция, 2016. — С. 110. — ISBN 978-5-7875-0120-9.